# Des Königs Henker
Des Königs Henker è il quinto album in studio del gruppo musicale tedesco Saltatio Mortis, pubblicato nel 2005.

## Tracce
1. Des Königs Henker – 4:34
2. Salz Der Ende – 3:39
3. Rette Mich – 3:56
4. Verführer – 3:56
5. Vergiss Mein Nicht – 3:15
6. Tote Augen – 5:05
7. Tritt Ein – 4:04
8. Mondlicht – 3:48
9. Ecce Gratum – 2:45
10. Keines Herren Knecht – 3:57
11. Für Dich – 3:38
12. Die Hoffnung Stirbt Zuletzt – 4:00

## Formazione
- Alea der Bescheidene - voce, cornamusa, ciaramella, arpa, Didgeridoo, bouzouki irlandese, chitarra
- Lasterbalk der Lästerliche - batteria, tamburi turchi, tamburi, timpani, percussioni
- Falk Irmenfried von Hasen-Mümmelstein - voce, cornamusa, ciaramella, ghironda
- Dominor der Filigrane - chitarra elettrica, cornamusa, chitarra acustica, ciaramella
- Die Fackel - basso elettrico, cornamusa, ciaramella, arpa, tastiera, Mandola
- Ungemach der Missgestimmte - cornamusa, ciaramella, chitarra, percussioni, programmazione
- Thoron Trommelfeuer - Soneria
- Herr Schmitt - batteria, percussioni
- Magister Flux - Pirotecnica, design